# Anna av Turov
Anna av Turov, död 1205, var en storfurstinna av Kiev. Hon var gift med storfursten Rurik II av Kiev. 
Hon hyllas i krönikorna som ett mönster av fromhet.